# Jana Březinová
Jana Březinová (18. března 1940 Praha – 29. května 2000 Brno) byla česká herečka, manželka herce Zdeňka Duška.

## Život
Vyrůstala v krejčovské rodině. Původně se vyučila aranžérkou. V roce 1965 vystudovala herectví na pražské DAMU a svoje první divadelní angažmá získala v příbramském divadle, kde působila do konce 60. let. Členkou pražského Národního divadla se stala v roce 1972, ztvárnila tu řadu různorodých postav v českém i světovém repertoáru – Slávku v Měsíci nad řekou, Maryšu, Roxanu v  Cyranovi z Bergeracu. Z tohoto angažmá odešla v roce 1998 ze zdravotních důvodů. Po malých rolích ke konci 60. let ji pro filmové plátno objevil režisér Juraj Jakubisko, který ji obsadil do své komedie Dovidenia v pekle, priatelia. V nedokončeném filmu, který byl dohotoven a měl premiéru až po dvaceti letech, ztvárnila postavu staré jeptišky. V roce 1979 ztvárnila v dalším jeho snímku Postav dom, zasaď strom (1980) rozsahem svou největší filmovou roli. Jejího kultivovaného hereckého projevu nedokázal český film patřičně využít. V televizi se výrazněji zapsala rolí Boženy Němcové ve hře Vlčí halíř (1975). V pozdějších letech se objevovala především v televizních pohádkách.

Věnovala se i pedagogické činnosti, učila na DAMU na katedře alternativního herectví.
Zemřela roku 2000 v Praze. Pohřbena byla na Novém židovském hřbitově na Olšanech.

## Filmografie

### Film
- 1966 Ženu ani květinou neuhodíš
- 1968 Ohlédnutí
- 1972 Návraty – Božka, Petrova žena
- 1977 Biela stužka v tvojich vlasoch – sestra
- 1979 Postav dom, zasaď strom – Helena Šimiaková
- 1980 Vrchní, prchni – spolužačka Jana Pecháčková
- 1980 Hon na kočku – Blážina matka
- 1981 Kalamita – úřednice
- 1981 Nevera po slovensky – polesná
- 1981 Zakázaný výlet – maminka
- 1982 Neúplné zatmění – maminka
- 1983 Písně by neměly umírat – Marie
- 1983 Putování Jana Amose – Dorota
- 1983 Tisícročná včela – Matylda
- 1985 Mravenci nesou smrt – Krausová
- 1985 Tísňové volání – Kabátová
- 1986 Bloudění orientačního běžce – třídní
- 1989 Chodník cez Dunaj – Ticháčková
- 1989 Člověk proti zkáze – postava z Čapkových her
- 1990 Marta a já – Ida
- 1990 Dovidenia v pekle, priatelia – stará jeptiška

### Televize
- 1969 Dlouhé dopoledne – sekretářka
- 1972 Výnosné místo – Anna, žena prezidiálního rady Aristarcha Višněvského (televizní inscenace divadelní hry A. N. Ostrovského)
- 1975 Oči plné slunce
- 1975 Vlčí halíř – Božena Němcová
- 1976 Splynutí duší – paní nadučitelová
- 1978 Přitažlivost země
- 1979 Dnes v jednom domě (TV seriál)
- 1981 Předeme, předeme zlatou nitku – královna
- 1983 O zakletém hadovi – čarodějova dcera
- 1984 Čertův švagr – komorná Kateřina, Petrova macecha
- 1984 Povídky malostranské – maminka
- 1984 My všichni školou povinní (TV seriál)
- 1985 Viola
- 1988 Nepočestná
- 1988 O zrzavé Andule - bludička Róza
- 1991 Muž, který neměl důvěru
- 1992 Franz a Felice
- 1992 Pohádka o prolhaném království
- 1992 Pravda a lež  – Lež
- 1996 Konec velkých prázdnin (TV seriál) – Margrit
- 1997 Cyprián a bezhlavý prapradědeček
- 1997 Červený kamínek – Johanka
- 1997 Kouzelný bolehoj
- 1997 Vojtík a duchové